# Anoploscelus celeripes
Anoploscelus celeripes é uma espécie de aranha pertencente à família Theraphosidae. Pode ser encontrada na Uganda e na Tanzânia.